# Mesosemia minutula
Espèce
Mesosemia minutula est une espèce d'insectes lépidoptères (papillons) appartenant à la famille des Riodinidae et au genre Mesosemia.

## Dénomination
Mesosemia minutula a été décrit par Jean-Yves Gallard en 1996.

## Écologie et distribution
Mesosemia minutula n'est présent qu'en Guyane.